# Fédération de parkour
La Fédération de Parkour (FPK) est une association loi 1908 fondée le 14 novembre 2011. Elle est la fédération nationale encadrant la pratique du parkour, du free running et de l'Art Du Déplacement en France. Elle n'est cependant pas reconnue comme fédération sportive délégataire du Ministère des sports.

## Historique

### ParKour Inter-Associations
ParKour Inter-Associations (ou PKIA) est un regroupement d'associations fondé en 2009. Il n'est, à l'origine, qu'un simple forum d'échange en ligne. PKIA est issu de la volonté de plusieurs associations de parkour à travers la France de se réunir autour d'une même bannière afin de mutualiser leurs compétences ainsi que de structurer et de promouvoir la pratique de la discipline.

### Fédération de Parkour
Le 14 novembre 2011 est créée, sur les bases de ParKour Inter-Associations, la Fédération de Parkour (FPK). L'entité a été fondée dans le but de devenir une fédération sportive délégataire reconnue par le ministère des sports comme organisme officiel pour la gestion du parkour, du free running et de l'Art Du Déplacement en France. Son rôle est de promouvoir la pratique du parkour et d'en défendre les valeurs. La fédération rassemble, en 2018, une trentaine d'association pour près de 1 500 pratiquants.
Le 4 juillet 2017, la Fédération de Parkour devient membre fondateur de Parkour Earth, la fédération internationale du parkour, du free running et de l'Art Du Déplacement.
Le 30 juin 2019, la Fédération de Parkour signe une convention de partenariat avec l'Association sportive des postes, télégraphes et téléphones (ASPTT).

## Organisation

### Présidents successifs
| Période                      | Président                  | Vice-Président             | Directeur                  |
| ParKour Inter-Associations   | ParKour Inter-Associations | ParKour Inter-Associations | ParKour Inter-Associations |
| ---------------------------- | -------------------------- | -------------------------- | -------------------------- |
| 2009 - Février 2011          | Sidney Grosprêtre          | ?                          | /                          |
| Février 2011 - Novembre 2011 | Sidney Grosprêtre          | Thomas Bencteux            | /                          |
| Fédération de Parkour        |                            |                            |                            |
| Novembre 2011 - Avril 2015   | Sidney Grosprêtre          | Thomas Bencteux            | /                          |
| Avril 2015 - Juin 2017       | Sidney Grosprêtre          | Sacha Lemaire              | /                          |
| Juin 2017 - Janvier 2020     | Sacha Lemaire              | Sidney Grosprêtre          | /                          |
| Janvier 2020 - Actuel        | Sidney Grosprêtre          | /                          | Sacha Lemaire              |

## Actions

### Recherche
En décembre 2017, la Fédération de Parkour ouvre le Pôle de Ressources et d’Expertise Sportive et Scientifique (P.R.E.S.S). Il s'agit d'un site internet regroupant les ressources scientifiques (mémoires, thèses, livres, etc.) sur le parkour, le free running et l'Art Du Déplacement (histoire, bénéfices, impacts, etc.).

### Formation
En 2012, la Fédération de Parkour met en place des formations au parkour en partenariat avec l'Union Française des Œuvres Laïques d'Éducation Physique (UFOLEP).
En septembre 2014, elle crée un brevet fédéral indépendant afin de former les encadrants des associations affiliées. Ce brevet atteste que le titulaire est considéré apte à gérer des initiations de parkour. En septembre 2018, elle lance son brevet fédéral de niveau 2 attestant que l'encadrant est considéré apte à gérer des cours à l'année. Depuis 2014, la fédération a délivré près de 80 brevets de niveau 1 et près de 10 brevets de niveau 2.
Depuis septembre 2019, la Fédération de Parkour participe à la mise en place du Diplôme Universitaire Cadrage et Entrainement aux Sports Urbains, en partenariat avec l’UPFR des Sports de Besançon.

## Événements

### Weekend FPK
Le Weekend de la Fédération de Parkour, ou Weekend FPK, est le rassemblement annuel de la communauté française du parkour, du free running et de l'Art Du Déplacement. Il est organisé dans une ville différente chaque année par une association locale.
| Lieu        | Date                | Association organisatrice          |
| ----------- | ------------------- | ---------------------------------- |
| Dijon       | 14 et 15 avril 2012 | Dijon Parkour Crew                 |
| Nantes      | 27 et 28 avril 2013 | Art In Motion                      |
| Grenoble    | 26 et 27 avril 2014 | Association Grenobloise de Parkour |
| Poitiers    | 25 et 26 avril 2015 | Poitiers Parkour                   |
| Roubaix     | 23 et 24 avril 2016 | Parkour59                          |
| Strasbourg  | 3, 4 et 5 juin 2017 | PK Stras                           |
| Reims       | 7 et 8 avril 2018   | Reims Parkour School               |
| Montpellier | 29 et 30 juin 2019  | Association Montpellier Parkour    |
| Mulhouse    | 26 et 27 juin 2021  | Saïmiri Parkour                    |
| Dijon       | 2 et 3 juillet 2022 | Dijon Parkour Crew                 |